# Tomelloso
Tomelloso és un municipi de la província de Ciudad Real a la comunitat autònoma de Castella-la Manxa. Està situat a la comarca de la Mancha Alta, a 95 km de Ciudad Real. Té una superfície de 241,8 km² i una població de 35538 habitants (cens de 2007). El codi postal és 13700. Limita al nord amb Pedro Muñoz i Arenales de San Gregorio, a l'est amb Socuéllamos, al sud amb Argamasilla de Alba i Alhambra (Campo de Montiel) i a l'oest, amb Campo de Criptana.

## Demografia
| 1750  | 1900   | 1930   | 1950   | 1970   | 1996   | 1998   | 2002   | 2007       |
| ----- | ------ | ------ | ------ | ------ | ------ | ------ | ------ | ---------- |
| 3.000 | 13.929 | 25.896 | 30.072 | 26.094 | 29.586 | 29.255 | 31.503 | 35.637 INE |

## Alcaldia
| Període      | Nom de l'alcalde/-essa            | Partit polític | Data de possessió |
| ------------ | --------------------------------- | -------------- | ----------------- |
| 1979 - 1983  | Clemente Cuesta Santandreu        | UCD            | 19/04/1979        |
| 1983 - 1987  | Pedro Carrasco Valderrama         | PSOE           | 28/05/1983        |
| 1987 - 1991  | Francisco Javier Lozano de Castro | PSOE           | 30/06/1987        |
| 1991 - 1995  | Francisco Javier Lozano de Castro | PSOE           | 15/06/1991        |
| 1995 - 1999  | Ramón González Martínez de Cepeda | PP             | 17/06/1995        |
| 1999 - 2003  | Carlos Manuel Cotillas López      | PP             | 03/07/1999        |
| 2003 - 2007  | Carlos Manuel Cotillas López      | PP             | 14/06/2003        |
| 2007 - 2011  | Carlos Manuel Cotillas López      | PP             | 16/06/2007        |
| 2011 - 2015  | Carlos Manuel Cotillas López      | PP             | 11/06/2011        |
| 2015 - 2019  | Inmaculada Jiménez Serrano        | PSOE           | 13/06/2015        |
| 2019 - 2023  | Inmaculada Jiménez Serrano        | PSOE           | 15/06/2019        |
| Des del 2023 | n/d                               | n/d            | 17/06/2023        |

## Ciutats agermanades
- Niort, Nova Aquitània
- Lepe, Andalusia
- Ibi, País Valencià